# Kamáres (Achaïe)
Kamáres, en grec moderne : Καμάρες, est un village du dème d'Égialée, dans le district régional d'Achaïe, en Grèce. 
Selon le recensement de 2011, la population de Kamáres compte 1 218 habitants. 